# Laverna
Laverna war eine altrömische Gottheit, die am Aventin in Rom einen Altar besaß. Sie gehörte wahrscheinlich zu den Unterweltsgöttern. Spätestens seit Plautus (Aulularia 445) galt sie als Schutzgöttin der Diebe und Betrüger.
Sie gab einem Stadttor der Servianischen Mauer, der Porta Lavernalis, den Namen, weil sich dieses in der Nähe eines heiligen Hains der Laverna befand.